# Neobisium odysseum
Neobisium odysseum är en spindeldjursart som först beskrevs av Beier 1929.  Neobisium odysseum ingår i släktet Neobisium och familjen helplåtklokrypare. Inga underarter finns listade i Catalogue of Life.